# Côte-Nord
Côte-Nord es una región administrativa del noreste de Quebec, situada entre la provincia de Terranova y Labrador y el río Saguenay. Su población se concentra a orillas del río San Lorenzo. La economía de Côte-Nord se basa en la pesca, la silvicultura y la minería. Se compone de 5 Municipios Regionales de Condado(MRC) y de 52 municipalidades. Su capital es Sept-Îles.

## Geografía
Côte-Nord fue creada como una región administrativa en 1966. Los lugares de interés destacados de Côte-Nord incluyen la Isla Anticosti, el Archipiélago de Mingan, y el lago Manicouagan. El nombre Côte-Nord en francés significa Costa Norte (del río San Lorenzo).
Una disputa territorial entre Quebec y Terranova y Labrador relativo a la frontera entre Côte-Nord y Labrador ha existido desde 1927.

## Economía
La economía de la región se basa en la minería (principalmente hierro), la producción maderera, el aluminio y el turismo. Posee catorce represas hidroeléctricas, en particular, el complejo Manicouagan-Outardes, el suministro de Hydro-Québec, con más de 10.500 megavatios de energía.

## Demografía
- Población: 96.861 (2004)
- Superficie: 236.700 km²
- Densidad: 0,4 hab./km²
- Tasa de natalidad: 10,4 ‰ (2004)
- Tasa de mortalidad: 5,4 ‰ (2002)

Fuente: Institut de la statistique du Québec

## Municipalidades regionales de condado (MRC)
- Caniapiscau, cuya capital es la ciudad de Fermont.
- Haute-Côte-Nord, cuya capital es la municipalidad de Les Escoumins.
- Manicouagan, cuya capital es la ciudad de Baie-Comeau.
- Minganie, cuya capital es la municipalidad de Havre-Saint-Pierre.
- Sept-Rivières, cuya capital es la ciudad de Sept-Îles.

## Municipalidades fuera de las MRC
- Municipalidad de Blanc-Sablon
- Municipalidad de Bonne-Espérance
- Municipalidad de Côte-Nord-du-Golfe-du-Saint-Laurent
- Municipalidad de Gros-Mécatina
- Municipalidad de Saint-Augustin

## Municipalidades autóctonas
- Reserva innu de Betsiamites
- Reserva innu de Essipit
- Tierra reservada naskapi de Kawawachikamach
- Reserva innu de La Romaine
- Reserva innu de Maliotenam
- Reserva innu de Matimekosh
- Reserva innu de Mingan
- Reserva innu de Natashquan
- Reserva innu de Uashat